# راهنمای عشق چندنفره برای مبتدیان
راهنمای عشق چندنفره برای مبتدیان (اسپانیایی: Poliamor para principiantes‎) یک فیلم کمدی اسپانیایی-فرانسوی به کارگردانی فرناندو کلومو است که در سال ۲۰۲۱ منتشر شد.

## خلاصه داستان
ماجرای فیلم دربارهٔ یوتیوبری است که با خود عهد کرده تا از عشق عاشقانه و واقعی دفاع کند و بعد خودش عاشقِ دختری به نام «آماندا» می‌شود که متعهد به چندین رابطهٔ نزدیک و صمیمانهٔ چندمهری است.

## گزیدهٔ بازیگران
- کارا الخالده در نفش «ساتور»[۱]
- ماریا پدراسا در نقش «آماندا»[۱]
- تونی آکوستا در نقش «تینا»[۱]
- لولا رودریگز در نقش «کلودیا»[۱]
- ادواردو روسا در نقش «آلکس»[۱]
- کریستینا گایه‌خو در نقش «مارتا»[۱]
- لوئیس برمِـخو در نقش «استبان»[۱]
- اینما کوئِـواس در نقش «برتا»[۱]
- کیم آویلا[۱]
- سوسی کاراملو[۱]